# HMS Oribi (G66)
«Орібі» (G66) (англ. HMS Oribi (G66) — військовий корабель, ескадрений міноносець типу «O» Королівського військово-морського флоту Великої Британії за часів Другої світової війни.
«Орібі» був закладений 15 січня 1940 року на верфі компанії Fairfield Shipbuilding and Engineering Company, Говань. 5 липня 1941 року увійшов до складу Королівських ВМС Великої Британії.

## Бойовий шлях

### Бій у Баренцовому морі
31 грудня 1942 року есмінець «Орібі» виконував бойове завдання з супроводу конвою JW 51B з Лох Ю до радянського Мурманська, коли транспорти наразились на німецькі бойові кораблі. Німецькі сили у складі важкого крейсера «Адмірал Гіппер», «кишенькового» лінкора «Лютцов» і шести есмінців ухвалили рішення перехопити та знищити конвой. Попри довгий і наполегливий обстріл конвою, британці, не втративши жодного транспортного судна конвою, зуміли відбити атаку німців.